# Ben Stein
Benjamin Jeremy Stein (Washington, 1944. november 25. –) amerikai író, színész, ügyvéd, humorista, kommentátor. Karrierje elején Richard Nixon és Gerald Ford elnökök beszédeit írta, majd színészként folytatta. Leginkább a Meglógtam a Ferrarival című filmből és a Win Ben Stein's Money című vetélkedő házigazdájaként ismert. A 2008-as  Expelled című propagandafilm főszereplője és egyik írója. Herbert Stein közgazdász és író fia. Ben Stein ismertnek számít monoton előadásmódjáról.

## Élete
Washingtonba született, Mildred és Herbert Stein gyermekeként.
Zsidó születésű, és a marylandi Silver Spring-ben nőtt fel. 1962-ben érettségizett a Montgomery Blair High School  tanulójaként, Carl Bernstein újságíróval együtt. Sylvester Stallone Ben Stein iskolatársa volt. Tanulmányait a Columbia Egyetemen folytatta, ahol az Alpha Delta Phi testvériség és a Philolexian Society tagja volt. Tanulmányait a Yale Law School-ban folytatta.

## Magánélete
Alexandra Denman ügyvéd a felesége. 1968-ban házasodtak össze, és 1974-ben váltak el. 1977-ben újra összeházasodtak.[forrás?] Beverly Hills-ben és Malibuban vannak otthonai. Van egy nyaralója az idahói Sandpointban, és egy lakása Washingtonban, amelyet szüleitől örökölt.

## Filmográfia (válogatás)
- 1986: Meglógtam a Ferrarival (Ferris Bueller's Day Off)
- 1987: Repülők, vonatok, automobilok (Planes, Trains & Automobiles)
- 1989: Szellemirtók 2.
- 1993: Animaniacs
- 1993: Dennis, a komisz (Dennis the Menace)
- 1994: Világgá mentem (North)
- 1994: A Maszk (The Mask)
- 1994: Richie Rich – Rosszcsont beforr (Ri¢hie Ri¢h)
- 1995: Die Maske (sorozat) (The Mask)
- 1995: Casper
- 1998: Casper és Wendy (Casper Meets Wendy)
- 2001: Ozmózis Jones – A belügyi nyomozó (Osmosis Jones)

## Magyarul megjelent művei
- Ben Stein–Phil DeMuth: A golyóálló befektetés kiskönyve. Mit tegyünk és mit ne megtakarításaink védelmében; ford. Kaszás Noémi; T.bálint,Törökbálint, 2022 (Pénzügyekről egyszerűen mindenkinek)